# Dygo Boy
Hugo Diogo Mendonça (Maputo, 25 de abril de 1985) mais conhecido como Dygo Boy Jurus é apresentador, cantor, compositor e produtor moçambicano.

## Biografia Di Boy
Hugo Diogo Mendonça (nascido no dia 25 de abril de 1985 de nacionalidade moçambicana natural de Maputo), é apresentador, cantor, compositor e produtor.
Ele foi criado pela tia Vitória Dias Diogo a Ministra do Trabalho Emprego e Segurança Social em Moçambique.
Dygo Boy como é carinhosamente tratado pelos fãs, é um dos mais polémicos MC’s do Hip-Hop em Moçambique, Dygo carrega a Bandeira do chamado “Floss Rap”, considerado um tema muito polémico para o estilo de vida dum cidadão comum Moçambicano.

### O Grupo 360° (1999-2003)
Cresceu no Bairro da Coop, em Maputo, onde começou a “Droppar” nos meados de 1999 com o Grupo 360° onde tinha como colegas: Dynomite, Denny OG, Bala de Prata, Suky, Julie, Young Sixties, Chamil. Influenciado por Jay Z, Noutorios B.I.G, Nas, Ugk, e Scarface, Duas Caras, Azagaia, Big Neo. Ganha visibilidade no ano 2000 com actuações nos palcos do Txova ao lado do seu grupo de freestyles no Hip-Hop time.
Em 2003 arrancou para o Cabo onde conheceu mais grupos de Hip-Hop e participou em alguns temas com rappers locais de Capeflats e Langa, participando em shows, rádio freestyles.

### Magnezia (2004-2009)
Em 2004 foi recrutado por um grupo Magnezia que já fazia a sua marca nas ruas.
Em 2006 é anunciado o lançamento do primeiro CD da Magnezia intitulado “VO6 não estão preparados” com os maiores êxitos do rap street “o meu bolso, Whatbiwa, já chegamos, Ass duma model”. 
Envolto em algumas polémicas, no meio deste sucesso todo não poderia existir os chamados “Beefs” que a indústria de rap oferece.
Em 2009 um pouco antes do lançamento do segundo CD “We Run Maputo”, Magnezia lançou o polémico som “Tchaya”, que parou as ruas em Moçambique, e pôs os telemóveis a tocarem constantemente

### C-DUB
Em meiados de 2005 foi criado um projecto intitulado C-DUB.
O grupo é composto pelos rappers Dynomite, Big Neo e Dygo Boy,o grupo fez sucesso e marcou o Hip Hop Moçambicano com as suas músicas bombásticas como ignorei e a coroa é nossa com maior destaque para o rapper Big Neo ,a música mais bombástica do grupo foi a corroa é nossa ,uma das baras mais marcantes da música foi a do big neo que diz "eu represento Chissano em reuniões ,reajo tipo van Dame nas confusões"
O grupo ficou um tempo sem trazer novos trabalhos, mas em 2018 lançou a música 10 anos depois.

### TV Miramar (2013)[4][5]
Com background de Marketing Comercial terminado na Cidade do Cabo, na Universidade de Stellembosch, 3 anos como técnico de segmentação da direcção de Marketing do BCI, e 10 anos na carreira musical, Dygo entrou para o elenco do programa atracções fazendo reportagens fora do cenário da televisão, eventos de entretenimento e fazendo matérias para enriquecer as Rubricas do mesmo.

#### Programa Groove e Atracções[6][7]
No início do ano de 2013, a televisão Miramar preparou o primeiro programa de televisão para o Dygo, tendo em conta a confiança que o público depositava e o feedback que a televisão recebia dos telespectadores pedindo que ele tivesse um programa para apresentar.
Surge o programa Groove com um segmento internacional, algo diferente do habitual, onde não só o programa, mas a televisão ganha mais atenção do mercado de show biz internacional.
Dygo sempre esteve disponível para apresentar o programa atracções, quando fosse necessário, daí que esteve sempre  a interagir perante os dois programas durante o ano todo de 2013 até meados de 2014.
Em 2013 também apresentou o programa Jackpot milionário da Vodacom onde ajudou acções de Merchandising durante quatro semanas.
Em Julho de 2014 Dygo torna-se apresentador oficial do Programa Atracções, e apresenta ambos programas Durante algumas semanas, depois o programa “Groove +” passou para a Tatiana Sumburane.
Discussão com o apresentador Relâmpago
Ex mulher

### 10 Mandamentos (2016)
Dygo Boy fez uma colaboração com o rapper Bander para fazer um álbum intitulado 10 Mandamentos, esta ideia deles se juntarem veio devido ao grande sucesso das músicas que eles lançavam, cada música que lançavam era muito boa que a outra

## Discografia
(2000) -Pura Presença - 360°
(2006) We Run Maputo - Magnezia
(2020) Frescolandia Volume 1

### Participações
| Ano  | Título                                                                                   | Compilação            |
| ---- | ---------------------------------------------------------------------------------------- | --------------------- |
| 2017 | Vamos Conversar (Com Jeckcy)                                                             |                       |
| 2017 | Real Nigga (Com Roley & Os Primos)                                                       | Roley - EP            |
| 2017 | Original (Com Bander, Mr. Bow & Marcelo Lopez)                                           | 10 Mandamentos        |
| 2017 | Meu Nome (Com Bander)                                                                    | 10 Mandamentos        |
| 2017 | É Possível Não Render Com Esses (Com Bander)                                             | 10 Mandamentos        |
| 2017 | Numa Wella (Com Bander)                                                                  | 10 Mandamentos        |
| 2016 | 10 Mandamentos (Com Bander)                                                              | 10 Mandamentos        |
| 2016 | Rende (Com Bander)                                                                       | 10 Mandamentos        |
|      | 1B (Com Bander & Duas Caras)                                                             |                       |
|      | Festa do Zulu Parte 2 (Com Son Z)                                                        |                       |
| 2016 | Quem É? (Com Neovaldo Paulo, Hernâni Da Silva & Dice)                                    |                       |
| 2016 | Comé (Com B3 Money)                                                                      |                       |
| 2015 | Tou Na Festa (Com Bander & Glass Gamboa)                                                 |                       |
|      | We Run Maputo (Com Magnezia ft. Nicotina KF, Flow Man, Regulo, LW, Trovoada & Lil Banks) | We On Pt. 2 - Mixtape |
|      | Meu Bolso (Com Trez Agah, Carbhono & Dynomite)                                           |                       |
|      | Meu Style Nunca Muda "Remix" (Com Carbhono, Kilograma, Trez Agah & Dynomite)             |                       |
| 2007 | A Coroa E Nossa (Com Neo & Julie)                                                        | Pura Presença - Álbum |
| 2006 | Na Hood (Com B.O, Dynomite, Bala De Prata & Denny OG)                                    |                       |

## Prémios e indicações

### Mozambique Music Awards (MMA)
A Mozambique Music Awards são prémios anuais apresentados pela BCI para reconhecer a realização excepcional na indústria da música moçambicana.